# Ядерная астрофизика
Ядерная астрофизика — междисциплинарная часть ядерной физики и астрофизики, изучающая то, как ядерные реакции, происходящие естественным образом в космосе, формируют его. Она включает в себя понимание нуклеосинтеза, генерации энергии в астрофизических объектах, и того, как это можно обнаружить на расстоянии путём измерения излучения, производимого этими процессами, а также изучение того, как были созданы все элементы во Вселенной и как звёзды эволюционируют в течение своей жизни.